# Reformierte Kirche Neukirch (Safien)

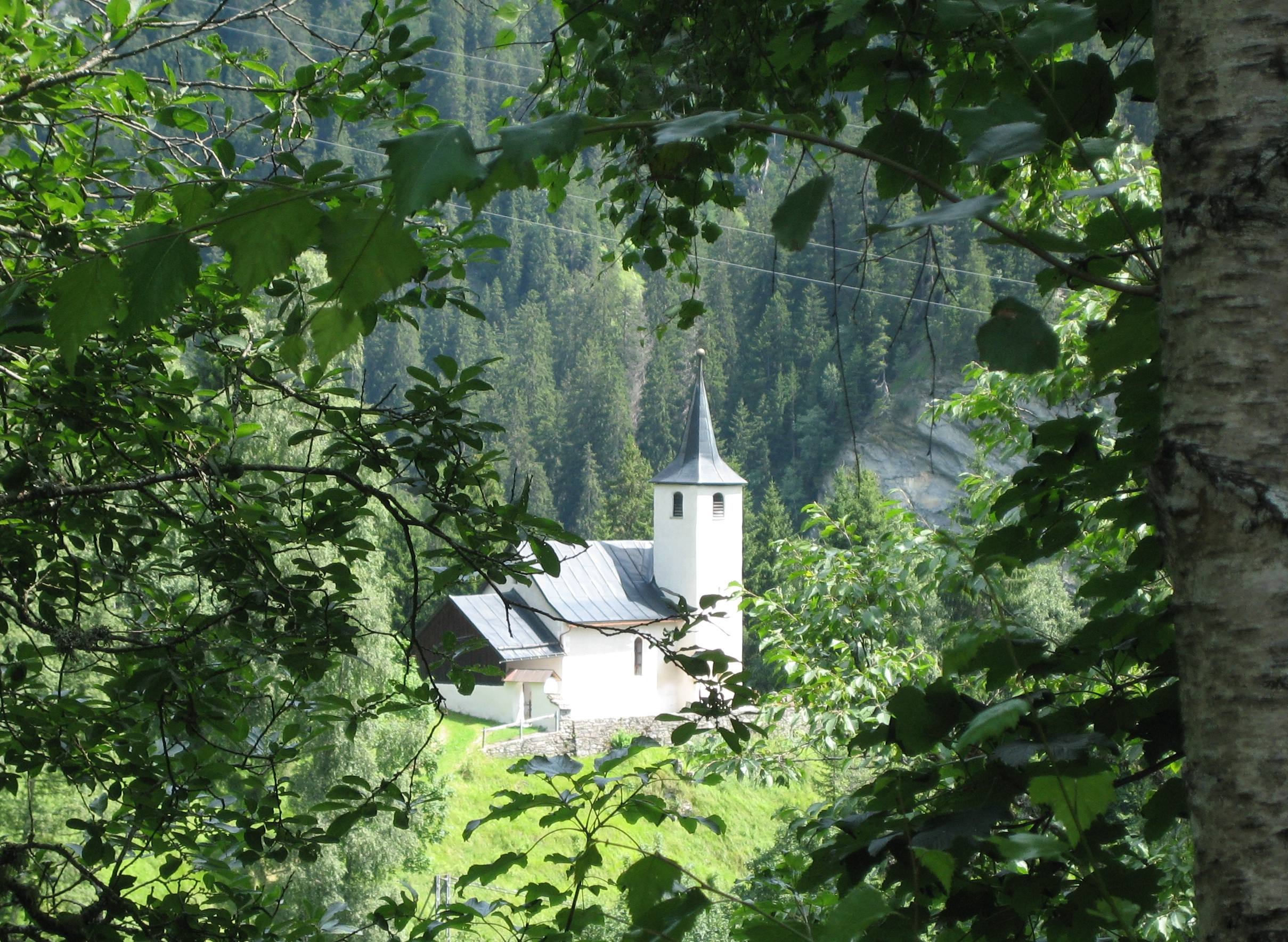
Reformierte Kirche Neukirch

Die reformierte Kirche im zu Safien gehörenden Weiler Neukirch im Safiental ist ein evangelisch-reformiertes Gotteshaus auf 1250 m. ü. M. unter dem Denkmalschutz des Kantons Graubünden. Zur Kirche, die 100 Personen Platz bietet, gehört ein Friedhof.

## Geschichte
Die Kirche, die beim Treuschtobel liegt, wurde 1697/98 in nur 34 Tagen Bauzeit gegen den Widerstand der anderen Safientaler Gemeinden errichtet, als sich nach Ende der Bündner Wirren die Lage in Graubünden beruhigte und der durch die weiten Wege bedingte Wunsch nach eigener Predigtstätte und eigenem Friedhof aufkam.

## Ausstattung
Das Kirchengebäude besteht aus Kirchenschiff, Chor mit Fünfachtelschluss und Turm auf der Südseite mit Spitzhelm. Das Kirchenschiff ist mit einer hölzernen Flachdecke überspannt, im Chor findet sich ein Gewölbe. Die hölzerne Kanzel aus 1698 befindet sich am Chorbogen, der Nahtstelle zwischen Chor und Schiff. Im hinteren Teil der Kirche wurde über dem Eingang eine kleine Empore eingebaut.
Orgel
Links vor dem Chorbogen steht die Orgel mit sechs Registern auf einem Manual und Pedal. Sie wurde 1979 von der Manufaktur Orgelbau Felsberg gebaut und 1990 renoviert.
| Manual C–d³ |    |
| Grobgedackt | 8′ |
| Rohrflöte   | 4′ |
| Prinzipal   | 4′ |
| Oktave      | 2′ |
| Mixtur III  | 1′ |

| Pedal C–d¹ |     |
| Subbass    | 16′ |

Koppeln: I/P
Glocken
Im Kirchturm hängen zwei historische Glocken:
- Die größere Glocke mit dem Schlagton h′ wiegt 330 kg bei einem Durchmesser von 84 cm. Sie wurde 1697 von Matheus Albert, Chur gegossen.
- Die kleinere Glocke mit dem Schlagton e″ wiegt 170 kg bei einem Durchmesser von 66 cm. Sie wurde 1701 von Johan Georg und Gabriel Felix, Feldkirch gegossen.

## Kirchliche Organisation
Neukirch bildet mit Safien, Tenna, Versam und Valendas die fusionierte Kirchgemeinde Safiental in der Evangelisch-reformierte Landeskirche Graubünden.

## Nachweise
1. ↑  Safien-Neukirch (Safiental) – Reformierte Kirche – Orgel Verzeichnis – Orgelarchiv Schmidt..
2. ↑  Safien-Neukirch: Geläute der Evangelisch Reformierten Kirche

Koordinaten: 46° 42′ 48″ N, 9° 19′ 48,4″ O; CH1903: 744614 / 175312